# Virginia Polytechnic Institute and State University

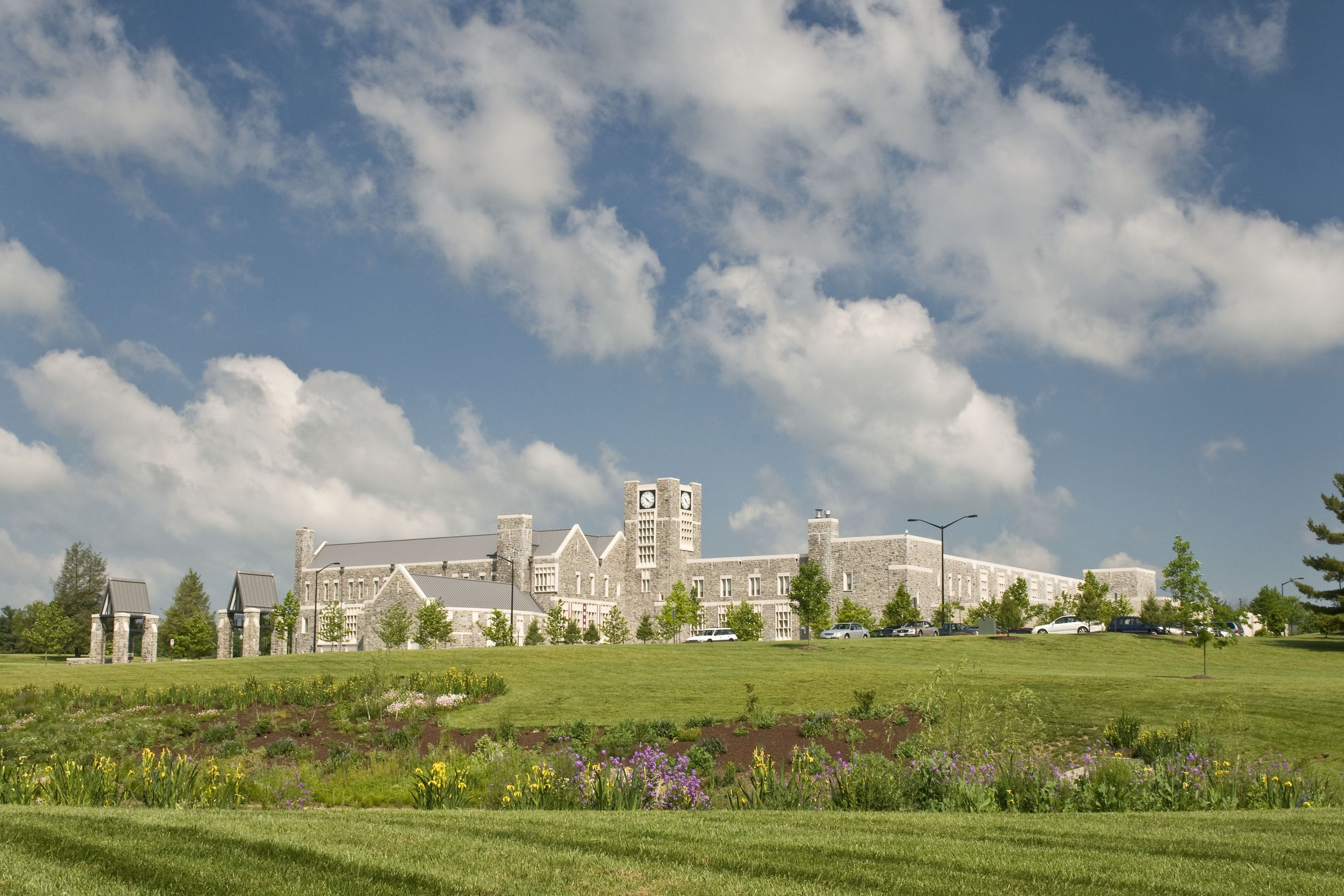
Komplex univerzitních budov

Virginia Polytechnic Institute and State University, známá pod jménem Virginia Tech, je státní polytechnická univerzita podporovaná státem v Blacksburgu ve Virginii ve Spojených státech. Ačkoliv je to komplexní univerzita s mnoha fakultami, za nejsilnější jsou stále považovány zemědělský, inženýrský, architektonický, lesnický program a program veterinárního lékařství, protože se týkají již z historie polytechnického jádra univerzity.
Virginia Tech byla založena jako vojenská univerzita a je jednou z mála státních univerzit ve Spojených státech, které pokračuje ve výchově kadetů (plnohodnotný vojenský tréninkový program). Virginia Tech je jednou z šesti seniorských vojenských univerzit (pět je státních, jedna soukromá) díky původu a přítomnosti kadetů.
Kampus Virginia Tech leží v New River Valley ve fyziografickém regionu údolí a vyvýšenin Apalačského pohoří v jihozápadní Virginii, několik mil od Jeffersonova národního lesa v okresu Montgomery.

## Významní absolventi
- Charles Camarda – astronaut